# Ivan Martin Jirous
Ivan Martin Jirous, ps. Magor (ur. 23 września 1944 w Humpolcu, zm. 10 listopada 2011 w Pradze) – poeta i publicysta, od lat sześćdziesiątych jedna z najbardziej znanych postaci czeskiego undergroundu artystycznego.

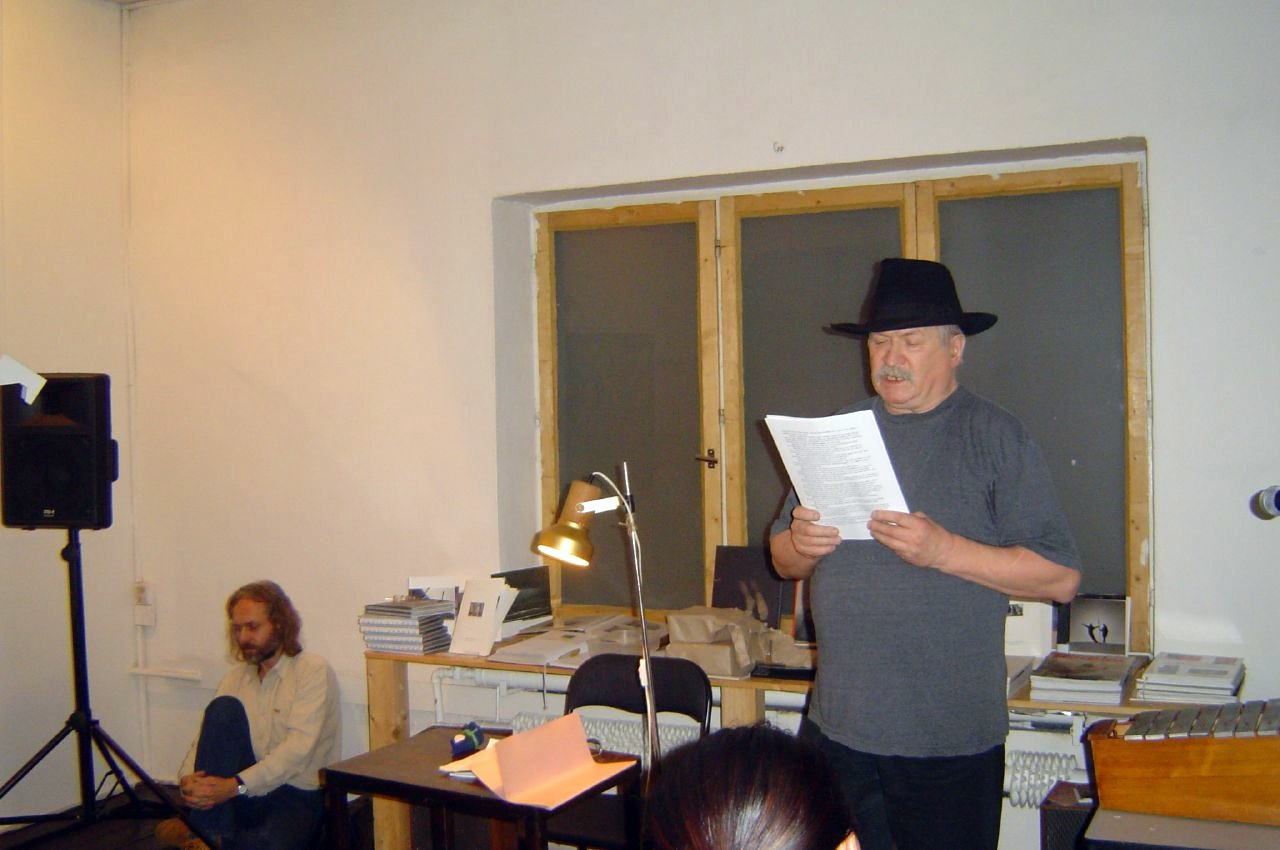
Ivan Martin Jirous (2007)

## Życiorys
Był współpracownikiem i menedżerem zespołu muzycznego The Plastic People of the Universe, legendy czeskiego rocka doby demokracji ludowej. Zorganizował im wiele nielegalnych koncertów.
Był również poetą i publicystą, w ciągu całego życia opublikował w sumie 19 zbiorów poezji i prozy.
Jego zbiór wierszy Magorovy labutí písně, wydany w latach osiemdziesiątych w podziemiu, uchodził za jedną z najważniejszych publikacji ruchu dysydenckiego w Czechosłowacji.
W 1998 jego Magorova Summa otrzymała nagrodę Książki Roku dziennika Lidové noviny, a w 2006 nagrodę tę oraz Nagrodę im. Jaroslava Seiferta zdobył jego zbiór listów, które z więzienia wysyłał żonom, pierwszej – Věrze Vařilovej i drugiej – Juliánie Stritzkovej.
Jirous należał do grona sygnatariuszy Karty 77, pod którą podpisali się poza Jirousem m.in. późniejszy prezydent Czech Václav Havel, filozof Jan Patočka, poeta Jaroslav Seifert, piosenkarka Marta Kubišová i wiele innych osobistości czechosłowackiego życia kulturalnego. Był członkiem opozycyjnego Komitetu Obrony Niesprawiedliwie Ściganych (VONS).
Za swoją działalność artystyczną i polityczną Jirous kilkakrotnie trafiał do więzienia, w sumie prawie na dziewięć lat.

## Recepcja polska
Słynny esej-manifest Jirousa Zpráva o třetím českém hudebním obrození (1975, Sprawozdanie o trzecim odrodzeniu muzycznym w Czechach) drukowany był w przekładzie Andrzeja S. Jagodzińskiego w jednym z drugoobiegowych zeszytów „Pulsu”, a później w „Literaturze na Świecie” (1993, nr 11). Tłumaczenia kilku wierszy, dokonane przez Leszka Engelkinga, ukazały się w „Tygodniku Literackim” (Z poezji czeskiego undergroundu, 1991, nr 22-23) oraz „Literaturze ns Świecie” (Wiersze poetów czeskiego undergroundu, 1993, nr 11).

## Literatura
Leszek Engelking, Przerwy w życiorysie, „Literatura na Świecie” 1993, nr 11